# Maria de Abarca
Maria de Abarca, numită adesea Doña Maria de Abarca, (n.  ?, Madrid, Spania – , Spania) a fost o pictoriță spaniolă din secolul al XVII-lea activă între 1630 și 1656 în Madrid, Spania. S-a născut la Madrid, dar nu se cunosc datele nașterii și morții ei. Se știu puține lucruri despre familia ei, dar o notare din Catalogul Specimenelor Gravorilor ale dr. Coombe sugerează că tatăl ei ar fi fost Marius Abacus. Era cunoscută pentru munca ei ca portretist amator și lăudată pentru capacitatea ei de a lua realiza asemănările.  Maria de Abarca a fost o contemporană cu Peter Paul Rubens și Diego Velázquez, care i-ar fi admirat munca.